# Ibrahim (sura)
Ibrahim (àrab: إبراهيم, Ibrāhīm, ‘Abraham’) o Ibrahim, Abraham, el patriarca bíblic és la catorzena sura de l'Alcorà, amb 52 aleies.

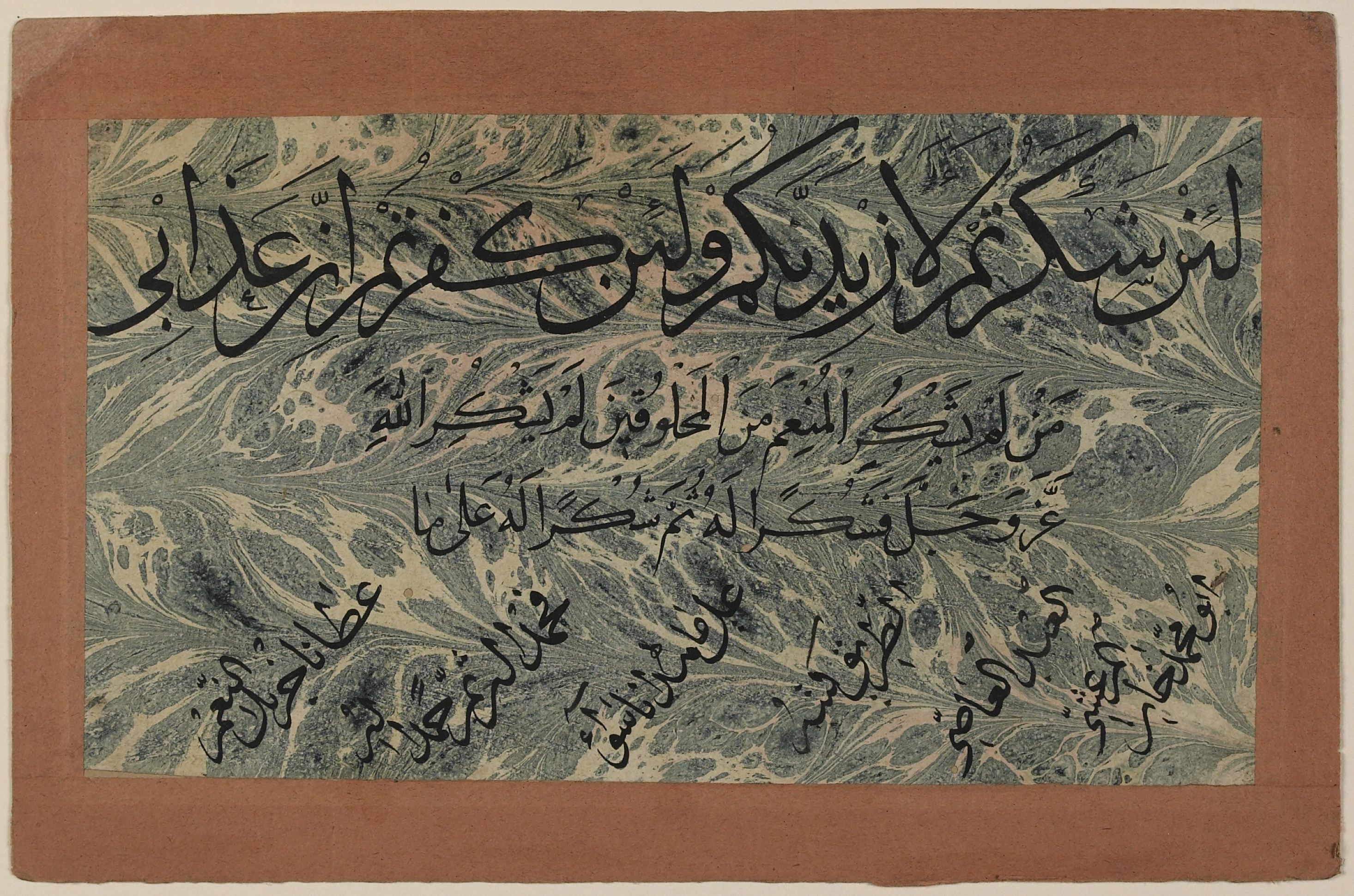
Panell amb la setena aleia de la sura Ibrahim: «Quan va avisar el vostre Senyor: “Si vosaltres sou agraïts, Nós us afegirem encara més al que teniu. Però si sou uns infidels, ben certament, el càstig Nostre serà molt dur”», acompanyada de lloances a Déu.

La sura emfatitza que només Déu sap què passa dins del cor d'un home, cosa que implica que cal acceptar les paraules dels altres de bona fe (14:38).
Pel que fa al moment i al context de la revelació (asbab an-nuzul), és una sura de la Meca, és a dir que es creu que va ser revelada a la Meca. Va ser revelada uns dos o tres anys abans de l'Hègira, quan ja feia un temps que havia començat la predicació de Mahoma i quan la persecució d'ell i dels seus companys musulmans s'havia agreujat.

## Resum
La sura tracta diversos temes que, seguint l'ordre de les aleies, es poden resumir:
- 1–5: Propòsit de la revelació i paper dels profetes
- 6–8: Recordatori del favor de Déu i advertència d'ingratitud
- 9–14: Les nacions passades i el seu rebuig dels profetes.
- 15–17: Escena de l'Infern i el destí de l'arrogant
- 18–20: La falta de valor de la incredulitat
- 21–22: Discurs de Xaitan i penediment dels seguidors
- 23–27: Paràboles i recompensa dels creients
  - 24-25: Paràbola del bon arbre: símbol de fe pura[6]
  - 26: Paràbola de l'arbre malvat: símbol de la mentida
- 28–30: Ingratitud i culte a ídols
- 31–34: Manaments als creients i signes de Déu
- 35–41: Súpliques del profeta Ibrahim[7]
- 42–44: Avís del Dia del Judici
- 45–48: Proves de nacions passades i promesa de judici
- 49–52: Escena final i conclusió

## Nom
El nom d'aquesta sura és Ibrahim, nom del profeta que, en la tradició hebrea i cristiana, és conegut com Abraham. Les sures de l'Alcorà no sempre reben el nom del seu contingut temàtic, però en aquest cas una gran part de la sura, de l'aleia 35 a la 41, se centra en una pregària d'Abraham que revela la qualitat del seu caràcter.

## Temps de Revelació
El to de la sura permet situar-la entre les sures que van ser revelades durant l'última fase del període de la Meca, abans de l'Hègira. Per exemple, l'aleia 13 («Els infidels, els qui no hi creuen, enemics de la veu de Déu, van dir, llavors, als missatgers que els van venir: “Us hem de fer fora de la nostra terra, llevat que torneu a la nostra comunitat i a les seves tradicions”») mostra clarament que el maltractament dels musulmans havia arribat al seu punt àlgid en el moment en què es va revelar aquesta sura i que els habitants de la Meca estaven decidits a expulsar els creients en qualsevol moment, com havien fet els incrèduls amb els profetes anteriors. Aquesta és la raó per la qual a l'aleia 14 s'adverteix als creients: «Nós hem de fer que els pecadors siguin, tots ells, aniquilats», i després se'ls consola: «i hem de fer que habiteu, després d'ells, en aquesta terra». En la mateixa línia van les aleies finals, de la 43 a la 52, que confirmen que la sura és de la darrera fase del període de la Meca.

## Exegesi islàmica
Aquesta sura és una advertència i una amonestació per als incrèduls que rebutjaven el missatge de Mahoma i tramaven plans per aixafar la seva missió profètica. En les altes sures revelades en el mateix moment, ja s'havia fet una forta reprimenda als incrèduls, però aquests, tot i així, mantenien la seva oposició a l'islam, tossuda, amb mala voluntat, de forma que l'oposició, els atacs i els insults als musulmans s'havien estès.
A les aleies 24-26 Déu presenta dues poderoses paràboles en què usa la imatge de dos arbres per il·lustrar la diferència entre veritat i mentida, entre creença i incredulitat. La primera és la paràbola del bon arbre, que simbolitza la paraula pura, el «bon discurs». Aquest arbre és descrit com un arbre amb arrels fermes i branques que arriben al cel, que dona fruits en tot moment amb el permís de Déu. Seyyed Hossein Nasr, en la seva exegesi de l'Alcorà, interpreta aquest vers com: 
«Per “un bon discurs” cal entendre que es refereix aquí a la fórmula de la xahada, “No hi ha més déu que Déu”, i “un arbre que és molt bo” pot ser una referència a la palmera datilera. En un coneguda tradició narrada per Abd-Al·lah ibn Úmar, fill del segon califa Úmar ibn al-Khattab, el Profeta va preguntar als seus companys si sabien a quin tipus d'arbre es referia aquest vers. Ibn Úmar sabia la resposta, però era massa tímid per parlar davant dels ancians. Aleshores el Profeta va revelar la resposta, i va ser tal com Ibn Úmar havia pensat: era una palmera datilera.
«Igual que la palmera datilera, que està fermament arrelada a la terra, també el significat de la xahada (“No hi ha més déu que Déu”) està fermament arrelat als cors de la gent de la Unitat Divina. Ar-Razí es refereix a aquesta mateixa realitat dient que quan l'arbre del coneixement està fermament arrelat a la terra del propi cor, un es torna més fort i més complet, permetent així que el “fruit” brolli de les seves “branques” en abundància. Aquest arbre del coneixement, que té les seves arrels a la terra del cor, té, per tant, “branques” que són al cel; és a dir, té formes de coneixement que arriben al regne diví. Aquest arbre, doncs, dona fruits en cada estació, és a dir, que l'ànima d'una persona fermament arrelada en el coneixement desenvolupa una disposició espiritual a través de la qual produeix “fruits” perpètuament en forma de belles paraules, d'accions justes, d'un estat d'humilitat, modèstia, pena i petitesa.»
En canvi, «una mala paraula» es compara amb un arbre dolent, que s'arrenca fàcilment i no té estabilitat. Aquesta imatge representa la falsedat, entre les que cal incloure la incredulitat o la hipocresia, que manca de fonament i permanència. De la mateixa manera que un arbre arrencat no pot créixer ni donar fruit, les paraules i les accions dels incrèduls no tenen cap valor real i s'esvaeixen ràpidament.